# Mangifera superba
Mangifera superba là một loài thực vật thuộc họ Anacardiaceae. Đây là loài đặc hữu của Malaysia.